# Flavius Arbitio
Flavius Arbitio (parfois orthographié Arbetio ou Arbétion en français) est un général et un homme politique romain du IVe siècle. 
D'origine germanique, Arbitio entre dans l'armée romaine comme simple soldat sous le règne de Constantin Ier. Il s'élève jusqu'au grade de maître de la cavalerie sous le règne de l'empereur Constance II, qui apprécie sa loyauté et ses qualités militaires lors de la guerre civile contre l'usurpateur Magnence.
Nommé consul en 355, Arbitio commande l'armée romaine à plusieurs reprises : contre les Alamans en 355, contre les incursions des Sassanides en territoire romain en 360, et contre l'armée de Julien en 361, après la proclamation de ce dernier comme Auguste à Lutèce. Jouissant d'un immense crédit auprès de Constance, Arbitio est aussi à l'origine de nombreuses intrigues contre ses rivaux à la cour impériale, dans lesquelles il se montre d'une très grande habileté.
Après l'accession au pouvoir de Julien, Arbitio se rallie au nouvel empereur et prend la présidence effective d'un tribunal chargé de juger certains hauts dignitaires de Constance II à Chalcédoine en 362. Retiré de la vie publique, Arbitio intervient une dernière fois dans les affaires de l'Empire pour prendre le parti de Valens en 365-366 lors de l'usurpation de Procope. Son influence et son prestige se révèlent déterminants auprès de l'armée et assurent la victoire à l'empereur en titre.

## Biographie

### Origines et caractère
Arbitio (parfois orthographié Arbétion) est un nom d'origine germanique,. Il est probablement issu d'un milieu modeste puisqu'il est accusé au cours de sa carrière par l'un de ses détracteurs, le comte Verissimus, d'être « un parvenu, monté de simple soldat au premier grade de l'armée ».
Ammien Marcellin, qui lui reproche d'avoir conspiré contre Ursicin, l'un de ses anciens commandants, décrit Arbitio comme un esprit « singulièrement habile à ourdir des trames contre les gens de bien », « ambitieux [et] hypocrite » et « dévoré d'une insatiable envie de nuire »,,. L'historien critique également sa cupidité « au mépris de toute justice et de toute honnêteté ».  
Tout en oubliant de mentionner sa loyauté indéfectible durant l'usurpation de Magnence, Ammien lui reconnaît cependant de réelles qualités militaires. Ses jugements à l'égard d'Arbitio sont aussi plus nuancés que ceux qu'il porte à d'autres officiers d'origine barbare, comme par exemple le consul Nevitta. 

### Sous le règne de Constance II

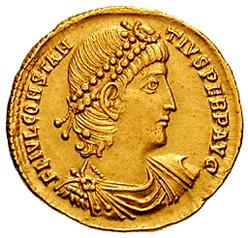
Solidus de Constance II, frappé à Antioche. Toujours prêt à accueillir les secrètes insinuations de la calomnie selon Ammien, l'empereur se montre particulièrement réceptif aux accusations d'Arbitio contre d'autres généraux comme Sylvain et Ursicin, accusés de convoiter la pourpre

#### Ascension (351-361)
Arbitio commence sa carrière d'officier sous Constantin Ier. Ammien Marcellin lui prête le titre de dux. Après sa mort, Arbitio se met au service de son fils et successeur Constance II. Il devient maître de la cavalerie en 351 durant la guerre contre Magnence, au cours de laquelle l'empereur Constance apprécie sa loyauté et ses qualités militaires.
Arbitio devient par la suite l'un des hommes de confiance de l'empereur, jouissant auprès de lui d'un « crédit immense » selon Ammien. L'empereur, qui craint continuellement d'être renversé et assassiné, se montre très influencé par les accusations lancées par Arbitio contre plusieurs de ses rivaux, hauts dignitaires et généraux accusés par lui de vouloir se hisser à la dignité impériale. Comme d'autres proches conseiller de Constance (Rufin et Eusèbe), le maître de cavalerie profite de cette atmosphère de soupçon et d'intrigues pour asseoir son pouvoir et pour s'enrichir en s'appropriant les biens des conspirateurs condamnés.
Arbitio apparaît à plusieurs reprises proche du parti des eunuques, dominé par le praepositus sacri cubiculi Eusèbe, qui exerce une influence prépondérante à la cour impériale. Les cubiculaires prennent ainsi sa défense en 356 alors qu'Arbitio est accusé de vouloir se hisser à la dignité impériale. Arbitio partage aussi la même hostilité qu'Eusèbe à l'encontre du général Ursicin.

#### Complot contre Gallus et Ursicin (354)
En 354, il conspire avec l'empereur Constance et le chambellan Eusèbe contre le César Gallus. Ce dernier est le fils d'un demi-frère de Constantin Ier et le frère de Julien. Il a échappé dans son enfance à l'assassinat de la plupart des membres de sa famille, consécutive aux querelles de succession suivant la mort de Constantin, et a été éduqué avec son frère à l'écart de la cour impériale. Il est nommé César par Constance en 351 à l'âge de 26 ans avec pour mission de veiller sur les provinces orientales de l'Empire depuis Antioche.
Par crainte d'une usurpation, Constance décide trois ans plus tard de relever Gallus de ses fonctions et lui ordonne de se rendre à Mediolanum (actuelle Milan) où il s'est établi avec sa cour. Arbitio et Eusèbe convainquent l'empereur de convoquer dans le même temps Ursicin, maître de cavalerie per Orientem, dont ils affirment craindre l'ambition s'il était laissé seul à lui-même. L'officier reçoit une lettre l'invitant officiellement à se rendre à la cour pour s'entretenir avec lui de la menace perse. 
Gallus est arrêté et, sans avoir pu présenter sa défense, est exécuté à Plomin en Istrie. Arbitio affiche dans le même temps sa sympathie pour Ursicin, tout en conspirant pour le faire arrêter. Celui-ci est suspecté de crime de lèse-majesté - une accusation qui débouchait en général sur l'arrestation, la torture et l'exécution du suspect. Lors d'un conseil secret présidé par l'empereur, réunissant ses plus intimes confidents, la décision est prise de l'enlever de nuit et de le mettre à mort loin des yeux de l'armée, sans autre forme de jugement. 
L'empereur attend le moment favorable pour mettre sa décision à exécution, mais, sous l'effet d'un « retour aux idées de modération », finit par se raviser et remet l'affaire en délibéré avant de passer outre. Ursicin se voit ainsi confier une mission de confiance en Gaule à l'été 355 contre l'usurpateur Sylvain.

#### Complot contre Sylvain (355)
Arbitio est nommé consul pour l'année 355 en même temps que Lollianus Mavortius, préfet du prétoire de l'Illyrie.    
L'année de son consulat, il est impliqué dans un nouveau complot contre Sylvain, le maître de la milice en Gaule d'origine franque, dont il jalouse les succès,. L'un de ses protégés, Dynamius, sollicite des lettres de recommandation à Sylvain, avant de les falsifier pour faire croire à l'empereur que celui-ci convoite la pourpre. Constance II donne l'ordre d'arrêter Sylvain, mais accepte par la suite une révision de son procès à la demande des alliés de Sylvain à la cour, parmi lesquels se trouvent de hauts dignitaires d'origine franque comme Malaric.    
Les faussaires sont confondus, mais Sylvain, mal informé, décide de se faire proclamer Auguste par ses troupes à Colonia Claudia Ara Agrippinensium (l'actuelle Cologne) pour échapper à l'exécution qu'il croit devoir redouter. Il est assassiné le 7 septembre 355 par des soldats soudoyés par une délégation romaine commandée par Ursicin (et comprenant dans ses rangs Ammien Marcellin) qui feignait de lui rendre hommage. Arbitio s'accapare une partie des biens de Sylvain après sa mort.   

#### Campagne contre les Alamans (355)
Arbitio intercède en 355 auprès de Constance pour obtenir le pardon d'un protecteur domestique, Teutomer, condamné à l'exil après le suicide d'un prisonnier, le tribun Marinus, dont il avait la garde,.     
Peu de temps après, il participe à la campagne contre les Alamans Lentiens. Il commande le gros des forces impériales, chargé de se porter de l'autre côté de la frontière, en longeant le lac de Constance. Il s'aventure de manière imprudente en terrain ennemi et est victime d'une embuscade meurtrière tendue par les Lentiens, qui coûte la vie à dix tribuns et à des soldats en grand nombre.    
Enhardis par leur succès, les Alamans affrontent l'armée romaine le lendemain en terrain découvert. Ils sont tenus en échec par une unité de scutaire, mais Arbitio refuse d'engager le reste de l'armée par crainte d'un nouveau désastre. Une charge spontanée menée par trois tribuns, dont Arinthaeus, disperse les barbares. Les Romains mettent un terme à leur campagne à l'issue de cette victoire.   

#### Accusations le visant et intrigues contre Barbatio et Ursicin (356-360)
En 356, Arbitio est accusé d'avoir commandé pour lui-même des ornements impériaux, comme s'il envisageait de se faire proclamer empereur. Parmi ses accusateurs se trouvent le comte Verissimus et un ancien soutien de Magnence, Dorus. Alors que l'instruction s'ouvre et que la condamnation paraît assurée, plusieurs hauts dignitaires (une « coalition de cubiculaires » selon Ammien, c'est-à-dire d'eunuques attachés à la chambre impériale) prennent fait et cause pour Arbitio. Ce dernier est acquitté et ses deux détracteurs confondus.   
En 359, Arbitio intrigue contre le maître de l'infanterie Barbatio, dont il obtient la chute et la condamnation à mort. Ammien rapporte que ce dernier, ayant aperçu un essaim d'abeilles dans sa maison, se laisse entendre dire par un oracle qu'il serait à la veille de devenir empereur. La femme de Barbatio écrit alors une lettre à son époux pour lui demander de ne pas la délaisser au profit de l'impératrice Eusébie, réputée pour sa beauté. L'esclave portant la lettre s'évade cependant au retour de son expédition et est recueillie par Arbitio. Ce dernier dénonce Barbatio à l'empereur qui ordonne sa décapitation et celle de son épouse.    
En 360, Arbitio est chargé par Constance d'enquêter avec le maître des offices Florence sur la prise d'Amida par Chapour II, survenue en octobre précédent. Pour ne pas déplaire au grand chambellan Eusèbe, Arbitio et Florence refusent d'incriminer le général Sabinianus, chargé de la défense de la ville et qui s'est illustré par son inactivité durant le siège. Ursicin, devenu magister peditum en remplacement de Barbatio, et ayant lui-même participé au siège aux côtés de Sabinianus avec lequel il est entré en conflit, s'élève contre cette manœuvre et critique l'influence des eunuques sur l'empereur. Cette remarque est rapportée à Constance et mise à profit par les rivaux d'Ursicin pour obtenir sa perte. L'empereur dépouille le général de sa charge et lui donne pour successeur Agilo, un simple tribun des scutaires.   

#### Guerre contre Julien (361)
Après la prise d'Amida, Constance se prépare à faire face aux Perses. Il demande au César Julien, stationné en Gaule, de lui envoyer deux de ses légions en prévision d'une future campagne - afin de renforcer ses propres troupes, mais peut-être aussi pour l'affaiblir. Julien, qui se défie des intentions de son collègue empereur, est proclamé Auguste par ses troupes à Lutèce - qui refusaient de l'abandonner pour se rendre en Orient. Tentant de faire accepter le fait accompli, Julien fait une offre de conciliation qui reste lettre morte, avant de faire avancer son armée vers l'Est afin de se faire reconnaître comme empereur.   
Dans le même temps, Constance a pour priorité la défense de la frontière orientale. L'empereur cherche à rallier les satrapes et les princes indépendants établis au Nord de l'Empire sassanide, comme Arsace II, roi d'Arménie, et Méribane, roi d'Ibérie.Par prudence, et pour ménager ses soldats en vue de la prochaine campagne qu'il sait devoir mener contre Julien, Constance tient l'essentiel de ses troupes en réserve à Édesse. Il envoie Arbitio et le maître de l'infanterie Agilo garder le limes du Tigre avec un corps considérable en leur donnant pour consigne d'éviter tout combat sérieux, de ne pas s'exposer et de battre en retraite en cas de franchissement du fleuve par l'ennemi. Arbitio et Agilo ne cessent de conjurer l'empereur de les appuyer face aux Perses avec le gros de son armée.   
Malgré l'avancée des troupes de Julien, qui franchissent l'Italie et l'Illyrie et occupent le col stratégique du pas de Sucques à proximité de Constantinople, Constance maintient son armée sur la frontière orientale. Après avoir appris la retraite de Chapour II, découragé par des auspices contraires, l'empereur prend enfin la route de Constantinople avec son armée. Arbitio, dont Constance apprécie la loyauté, prend le commandement d'une avant garde composée de lanciers, de Mattiarii et de troupes légèrement armées. Des mercenaires barbares dirigées par Guyomer, ennemi personnel de Julien, se voient confier la mission de reprendre le pas de Sucques.   

### Sous le règne de Julien

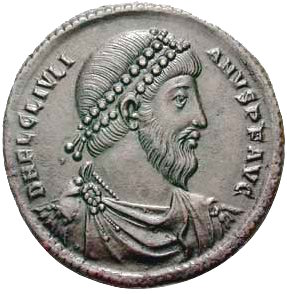
Pièce en bronze de Julien, vers 360-363. Le nouvel empereur confie à Arbitio la charge de juger certains dignitaires de son prédécesseur Constance II accusés de corruption à Chalcédoine en 362. La nomination d'un ancien ennemi déclaré et d'un des plus proches conseillers de son prédécesseur est perçue comme un acte de faiblesse selon Ammien.

#### Président de fait du tribunal de Chalcédoine (362)
Tombé malade à Tarse, Constance II meurt le 3 novembre 361 après avoir désigné Julien comme son successeur. Le premier acte de son règne est de créer un tribunal siégeant à Chalcédoine en Bythinie pour juger d'anciens collaborateurs de Constance. Le nouveau préfet du prétoire Secundus Salutius en est nommé président. Il reçoit pour assesseurs les généraux Arbitio et Agilo, les deux consuls de l'année 362 Flavius Nevitta et Claudius Mamertinus, ainsi que le maître de cavalerie Jovin,.
Arbitio préside de fait les enquêtes et Ammien note que « ses collègues n'étaient là que de nom ». Sa nomination est parfois perçue par les détracteurs de Julien comme un contre-sens et un acte de faiblesse, tant il est associé à l'ancien régime et aux répressions menées par Constance durant son règne. Pour Ammien, « il était impossible, en effet, que cet ambitieux hypocrite ne fût pas suspect à Julien, et qu’il pût le considérer autrement que comme ennemi ».
Le tribunal mène une véritable épuration et condamne plusieurs hauts dignitaires de Constance, injustement selon Ammien. Pallade, ancien maître des offices, accusé d'avoir desservi par ses rapports Gallus auprès de l'empereur, Flavius Taurus, ancien consul et ancien préfet du prétoire, Évagre, trésorier du domaine privé, Saturnin, ex-intendant du palais et Cyrine, ex-notaire sont exilés. De même Pentade et le maître des offices Florence connaissent le même sort. Le préfet du prétoire Flavius Florentius réussit à se cacher avec sa femme et est condamné à mort par contumace. La mort d'Ursule, trésorier de l'épargne, suscite l'indignation d'Ammien.
D'autres dignitaires reçoivent des jugements sévères approuvés par l'historien. Le grand chambellan Eusèbe, dont Arbitio fut pourtant un très proche soutien, est condamné à mort. L'intendant Apodème, qui avait conspiré contre Gallus et Sylvain, et le notaire Paul, surnommé « la Chaîne », sont brûlés sur le bûcher.

#### Retraite
Ammien ne mentionne plus Arbitio par la suite sous le règne de Julien. Le général ne semble pas avoir pris part à la campagne de Julien en Perse en 363, et pourrait avoir pris sa retraite comme un simple citoyen dans sa maison de Cyzique, renfermant selon l'historien des « valeurs inestimables »,,.

### Sous le règne de Valens

#### Usurpation de Procope (365-366)

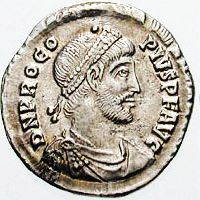
Silique de l'usurpateur Procope frappée à Constantinople. Procope tente de rallier Arbitio dont il est proche lors de sa tentative de prise de pouvoir. Ayant échoué à obtenir son soutien, l'usurpateur ordonne la spoliation de sa maison de Cyzique et provoque son ralliement à Valens.

En 365, Arbitio est à nouveau mêlé malgré lui aux affaires de l'Empire lors de l'usurpation de Procope. Ce dernier, cousin de l'empereur Julien et général païen, se rebelle cette année-là contre le nouvel empereur Valens, désigné par son frère Valentinien Ier pour régner sur les provinces orientales. Procope est soutenu par les nostalgiques de Julien, nombreux dans l'armée et dans les élites de Constantinople, et paraît capable de l'emporter contre Valens.
Procope convoque l'ancien maître de la cavalerie, sans doute afin de s'assurer de son soutien et de mettre à profit son prestige et son influence dans l'armée. Ammien relève qu'une « ancienne conformité de sentiments » les unissait, ce qui pourrait indiquer que les deux officiers entretenaient des relations de proximité, sinon d'amitié. Arbitio refuse cependant de se rendre devant Procope, en arguant des infirmités de sa vieillesse. Ce dernier ordonne en représailles de spolier sa maisons de tous les biens inestimables qu'elle contient.
En réaction, Arbitio se met au service de Valens qui espère grâce à ce soutien « ramener plus d'un rebelle au devoir ». Ammien note que « l'événement justifia sa prévision » et rapporte l'impression favorable produite par l'ancien général s'adressant avec affection aux soldats passés à Procope. Par la suite de cet événement, plusieurs officiers se rallient à l'empereur. Valens défait le général Gomoarius à Thyateira, qui se rallie à lui par la suite. Encouragé par ce succès, Valens transporte ses troupes en Phrygie près de Nacoleia, face à Procope. Celui-ci est abandonné subitement par ses troupes et par son commandant en chef Agilo, et s'enfuit avant d'être exécuté le 27 mai 366.
Arbitio n'est plus mentionné par la suite et pourrait avoir définitivement pris sa retraite après ces événements.